# Gastritis
Betegnelsen gastritis – i folkemunde også kaldet mavekatar – dækker over en række tilstande, der alle har til fælles, at de forårsager en betændelseslignende (inflammatorisk) tilstand i mavesækkens slimhinde. 

## Årsag
Gastritis ses ofte i forbindelse med mavesår forårsaget af en infektion med bakterien Helicobacter pylori, om end det ikke er eneste årsag.

## Symptomer
Symptomerne på gastritis kan variere fra milde til kraftige; man kan få mavesmerter, kvalme og opkastning. 

## Undersøgelser
Gastritis må ikke forveksles med gastroenteritis, der er en infektion af mave-tarm-kanalen med opkastning og diarré til følge.

## Komplikationer
Gastritis lader til at øge risikoen for at udvikle mavesår eller mavekræft, idet H. pylori er klassificeret som et type 1 karcinogen af WHO.